# Ellie White
Elena Baltagan (n. 28 februarie 1984, Buzău), cunoscută mai mult după numele de scenă Ellie White, este o cântăreață română de muzică dance și house.
Cariera ei muzicală a început în 2003, moment în care a fost solicitată să colaboreze cu trupa DJ Project (Gino Manzotti și Dj Max), devenind solista proiectului. Împreună, cei trei au reușit să "revoluționeze" muzica românească a acelor ani, fiind formația care a staționat cel mai mult timp (40 de săptămâni) în topurile radiourilor din România, cu o singură melodie, intitulată “Lumea ta”. În anul 2005, varianta în limba engleză a single-ului “Lumea ta” a fost promovată de Ministry of Sound, (una din cele mai importante case de discuri din Europa) sub numele de “Elena – Before I sleep”. În anul 2006, Elena, împreună cu DJ Project, au câștigat premiul “Best Romanian Act” în cadrul galei MTV Europe Music Awards, care a avut loc la Copenhaga.
În mai 2007, formația primește, pentru al doilea an consecutiv, titlul de Cea mai bună trupă dance, la premiile MTV România.
La începutul anului 2008 DJ Project împreună cu Elena lansează, prin  Robbins Entertainment, primul lor album, “Before I sleep”, în Statele Unite ale Americii, sub numele de Elena. Albumul a fost lansat pe iTunes pe 18 martie 2008.
La finalul anului 2009, Elena întrerupe colaborarea cu DJ Project ca urmare a dorinței acesteia de a urma o cariera solo. Plecarea Elenei din trupa DJ Project a ocupat primele pagini din presa de nișă.
În anul 2010, Elena a revenit sub numele de scenă Ellie White, cu un nou single, "Nu te mai caut” care, în doar căteva săptămâni, a intrat pe locul #1 ca număr de difuzări pe radiourile de specialitate din România, aducându-i  artistei titulatura de “New Entry Top Hit 2011” , “Best Female” la Romanian Top Hits 2011 , “Best New Act” la Romanian Music Awards 2011 și “Best Romanian Song" la Callatis Awards 2011. În următoarea perioadă Ellie White lansează piesele “Power of Love”, “Sete de noi” , “Ziua mea”, “Feel ft. Kourosh Tazmini ” și “Vânzător de lumină ft. Viky Red” care îi aduc următoarele premii: „Best Comeback” la Media Music Awards 2012 , „Girls Top Hit” , „Best Star” la Romanian Top Hits 2012, "Best Girls Act” la Romanian Top Hits 2013 și "Mamaia Best Female Artist” la Mamaia Music Awards 2013.

## Biografie
Elena s-a născut în orașul Buzău, iar de la vârsta de 7 ani a urmat Liceul de Arte din Buzău, clasa de muzică.
Încă din clasa a 9-a Elena a participat la multe festivaluri naționale importante, de muzică ușoară și populară (Trofeul  Amara, Festivalul de la Callatis, Festivalul “Ursulețul de aur” din Baia Mare), obținând nenumărate premii.

## Cariera muzicală

### 2003-2009: Dj Project
Din toamna lui 2003, Dj Gino Manzotti și Dj Maxx au cooptat-o în proiectul lor pe Elena Baltagan și au scos primul album, în noua formulă, „Lumea ta”.
În anul 2004, DJ Project a fost formația românească ce a staționat cel mai mult în topurile radio din România, cu o singură melodie - 40 de săptămâni în Romanian Top 100, cu piesa „Lumea ta”. A urmat apoi „Printre vise”, piesă care a fost și ea îndelung difuzată de posturile de radio. În 2005, single-ul „Lumea ta” și-a început cariera europeană, fiind promovat de Ministry of Sound, cea mai importantă casă de discuri din Europa, specializată pe euro-dance. La posturile de radio din multe țări europene s-a difuzat atât melodia de bază, în română sau engleză, cât și o mulțime de remixuri. În Europa, proiectul DJ Project a fost promovat sub numele de „Elena”. Tot în anul 2005, DJ Project se întorc la Media Services cu un nou album, intitulat „Șoapte”. Acest album a beneficiat de o triplă lansare: prima în Timișoara, în clubul Heaven, a doua la MTV Live, într-un concert în Piața Constituției din București și a treia la club „Bamboo” din Capitală.

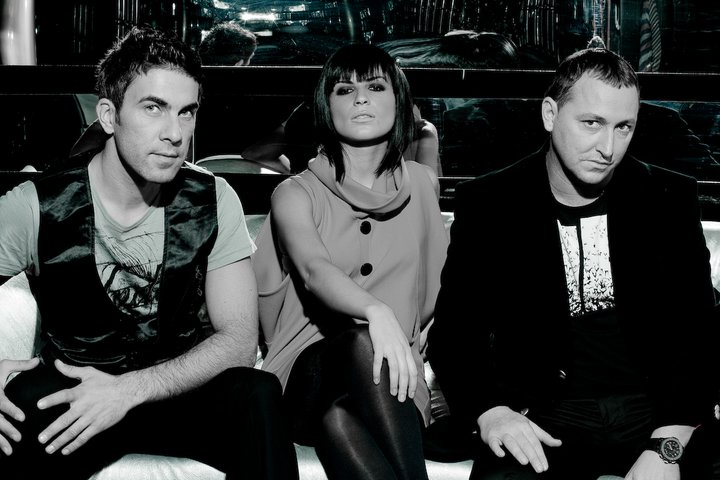
Ellie White și Dj Project

Primul single de pe acest album a fost „Privirea ta”, un superhit care, nu doar că dominat topurile și playlisturile radio, dar a devenit reprezentativ pentru mii de povești de iubire ai căror protagoniști își jurau că: „Nu pot uita…privirea ta”. „Privirea ta” a fost nu doar piesa verii 2005, ci unul dintre hiturile anului, alături de cel de-al doilea single de pe album, piesa „Șoapte”.
Anul 2006 a început în forță pentru formație. Distinsă cu premiul „Best Romanian Dance”, în cadrul MTV Romanian Music Awards - Cluj 2006, trupa DJ Project a filmat, la solicitarea casei de discuri Universal Music, un videoclip pentru străinătate, la piesa “Before I Sleep”, varianta în limba engleză a superhitului lor „Privirea ta”, videoclip care în 2007 a putut fi vizionat și pe televiziunile muzicale românești.
Pe 29 iulie 2006, DJ Project au lansat cel de-al cincilea album din carieră, intitulat „Povestea mea”. Acesta conținea 15 piese, printre care și versiunea în limba engleză („Before I Sleep”), a superhitului „Privirea ta”. Celelalte 14 piese sunt prime audiții, între care 3 sunt extended-uri, una este club version, iar alta este un featuring cu Jazzy.
Pe 4 august 2006, trupa a primit premiul „Best Dance Group” la premiile Romanian Top 100 desfășurate la Bacău.
În septembrie 2006, primul extras pe single de pe noul album, intitulat „Încă o noapte” ocupă locul întâi în Romanian Top 100, clasamentul topurilor de radio.
În noiembrie 2006, formația primește la Copenhaga premiul pentru BEST ROMANIAN ACT în cadrul MTV Europe Music Awards, trofeu care consfințește cea mai puternică ascensiune din muzica românească a ultimilor ani și impune definitiv un brand muzical , DJ PROJECT, a cărui sonoritate devine echivalentă cu performanța artistică.
Tot în noiembrie 2006 este lansat un nou single, „Ești tot ce am”, piesă ce mai poate fi încă auzită și acum pe posturile de radio.
În mai 2007 formația primește, pentru al doilea an consecutiv, titlul de cea mai bună trupă dance, la premiile MTV România.
Cu “Lacrimi de înger”, Dj Project câștigă în 2008 trofeul “Best Group” la RMA, iar în 2009, în cadrul aceluiași eveniment, trupa primește același premiu, pentru single-ul “Hotel”.

### 2010-prezent: Cariera solo
În 2009, Elena Baltagan decide să părăsească DJ Project și să se axeze pe o carieră solo. În octombrie 2010, ea lansează primul single sub numele Ellie White, intitulat “Nu te mai caut”, la care a lucrat alaturi de producătorii Play&Win. Piesa a primit reacții pozitive din partea ascultătorilor, clasându-se pe primele 10 locuri în topul MediaForest, cu 162 de difuzări încă din primele săptămâni de la lansare.
Videoclipul  piesei a fost regizat de Dragoș Buliga și filmat în studiourile din Buftea, în două variante, respectiv în limba română și în limba engleză și are la bază o poveste de dragoste aflată între vis și realitate.
Piesa a rămas în Top 10 timp de 6 săptămâni, începând cu data de 23 ianuarie 2011.
În luna mai 2011, Ellie White menține succesul dobândit în formulă solo  și lansează un nou single numit “Power of Love”. Piesa a fost produsă de Laurențiu Duță și promovată de casa de discuri Roton.
Videoclipul pentru piesa “Power of love” a fost regizat de Alex Ceaușu și filmat în mai multe locații din Sicilia: orașul Taormina, Vulcanul Etna și plaja de argilă albă din Agrigento.
Așa cum a anunțat și artista pe pagina sa oficială de facebook, single-ul  urmează linia clasică a poveștilor de dragoste ce se petrec în  locuri exotice și însorite.
Ellie White la Liberty Parade “Power of love” s-a aflat în Top 100 MediaForest Summer Chart, pe locul 46, bucurându-se de o audiență de peste 500 de difuzări, în timp ce piesa “Nu te mai caut” se află  pe locul 100, cu 256 de difuzări. Ellie White avea astfel, în 2011, 2 piese în Top 100.
La finalul anului 2011, Ellie White lansează piesa “Sete de noi” ( en.“Forever mine”), iar la scurt timp apare și  videoclipul filmat  în regia lui Alex Ceaușu
Piesa a fost compusă de  Adi Cristescu, iar videoclipul la finalul anului 2011, Ellie White lansează piesa “Sete de noi” ( en.“Forever mine”), iar la scurt timp apare și  videoclipul filmat  în regia lui Alex Ceaușu
Piesa a fost compusă de  Adi Cristescu, iar videoclipul a fost filmat în Studiourile Buftea, la Grand Cinema Digiplex (Băneasa Shopping City) și la Club Fabrica pe parcursul a 3 zile. Alături de Ellie, pentru a completa povestea videoclipului, în distribuție apar și actorii Mădălina Anea și  George Piștereanu.
Hit-single-ul “Sete de noi” a intrat în topul MediaForest direct pe locul 8, iar în scurt timp a urcat pe locul 2.
La finalul anului 2012 “Sete de noi” a adunat 2060 de difuzări astfel clasându-se pe locul 43 în MediaForest Top2012 – Top100.
Piesa a rămas și în Top Audiențe Trimestrul I 2013, organizat de MediaForest, pe locul 99.
În septembrie 2012, Ellie White lansează videoclipul pentru piesa “Ziua
Mea”. Filmările în regia lui Alex Ceaușu, au avut loc în  Malta. Piesa a beneficiat și de o variantă în limba engleză, intitulată "Temple of Love".
În luna octombrie a anului 2013,  Ellie White lansează prima colaborare internațională, single-ul “Feel”, alături de dj-ul portughez  Kourosh Tazmini. Videoclipul a fost filmat în România, în regia lui Alex Ceaușu. Piesa a fost lansată la nivel internațional, existând cereri pentru licențiere din Germania, Italia și Statele Unite ale Americii.
La doar o lună de la colaborarea cu dj-ul Kourosh Tazmini, Ellie White lansează o piesă în limba română, în colaborare cu Viky Red. “Vânzător de lumină” a fost compusă de Viky Red, versurile sunt semnate de Călin Goia din trupa Voltaj, iar producția piesei a fost realizată de Viky Red împreună cu Alex Cotoi. Videoclipul pentru “Vânzător de lumină” , în regia lui Khaled Mokhtar, a fost filmat la studiourile Buftea. Pentru videoclip Ellie White a recurs la o schimbare de look, optând pentru ținute vestimentare diafane, sexy și provocatoare, precum și pentru un hair-styling nou.
Tot în 2013 Ellie participă la emisiunea televizată Te cunosc de undeva, emisiune în care își arată versatilitatea, deghizându-se în artiști de toate genurile și impresionând atât juriul de specialitate, cât și publicul.
În anul 2013 Ellie White a concertat în fața a peste 50.000 pe persoane în cadrul celui mai important eveniment de house, Liberty Parade care a avut loc pe plaja dintre stațiunile Venus și Saturn.

### 2014 - 2015
Anii ce au urmat au fost dedicați exclusiv muzicii, iar pe 2 noiembrie 2016, Ellie lansează Mintea Mea, un cântec filmat în regia Alex Ceaușu într-o locație inedită, Conacul Manasia. Cântecul este o poveste de dragoste încheiată, transpusă cu ajutorul personajului interpretat de actorul Denis Stefan, dar și de un cuplu de dansatori.

### 2018 - 2019 - colaborări internaționale
În perioada 2018 si 2019, Ellie White devine o prezență importantă pe scena internațională a muzicii trance. Artista lansează, alături de americanul Dave Neven, single-ul Try for me, în iunie 2018, iar piesa este promovată de Coldharbour Recordings, casă de discuri din Miami (Florida). Un an mai târziu, Ellie lansează, alături de DJ-ul lituanian Anske, single-ul Bring My Spirit.

### 2020 - prezent
Cu toate că 2020 a fost dificil pentru Ellie White, din cauza pandemiei (artista fiind inclusiv infectată cu virusul COVID-19), a reusit să lanseze primele single-uri compuse și scrise integral de ea, și să își consolideze cariera pe plan internațional, prin colaborări cu DJ străini, una din piese atrăgându-i atenția inclusiv lui Armin van Buuren (care a difuzat-o în cadrul „A State of Trance”).

### Viața personală
Este căsătorită cu Doru Tinca din anul 2023, aceștia fiind într-o relație stabilă din 2007. Au împreună doi copii, un băiat pe nume Mihai-Andrei (n. 28 noiembrie 2012) și o fetiță, Alexis Maria (n. 31 mai 2015).

## Artistry

### Influențe
Una din influențele majore, din punct de vedere muzical asupra lui Ellie White, a avut-o Whitney Huston, pe care a admirat-o încă din copilărie datorită timbrului vocal deosebit, precum și abilității de a alege piese care să îi pună în valoare talentul. Sting și trupa Queen, sunt alți artiști de referință, care au influențat-o, de-a lungul timpului pe Ellie White; polivalența, expresivitatea, dublate de talentul nativ sunt calitățile care au făcut-o pe Ellie White să colecționeze toate albumele Sting și Queen.
Alți artiști dragi inimii lui Ellie White sunt Rihanna, Robbie Williams și Lady Gaga “Îmi plac oamenii care știu să se reinventeze și care surprind cu ceva nou și spectaculos de fiecare dată. Ei sunt modele pentru mine”.

### Imaginea publică
Personalitatea versatile și feminină a lui Ellie White se observă cu ușurință și din stilul vestimentar, aceasta jonglând cu ușurință atât cu ținute casual, cât și elegante. Ținutele ultra chic și alura elegantă fac din Ellie White una din favoritele creatorilor și stiliștilor din România.
Ellie White este unul din cei mai activi artiști din punct de vedere social, implicându-se cu tot sufletul în soluționarea cazurilor copiilor bolnavi sau a animalelor abandonate sau abuzate. Ellie a fost printre primii susținători ai proiectului Casa Speranței.  “Nu fac un titlu de glorie din implicarea în cauze caritabile, ci vreau doar să inspir și alți oameni să se implice și să facă ceva”

### Fashion
Ellie White este una dintre cele mai cameleonice prezențe din zona fashion, care poate purta cu nonșalanță atât ținute casual, cât și foarte elegante. Prezența sa respinge zona cancanistică și se bazează mai mult pe rafinament și bun gust. Pentru aparițiile scenice, cât și pentru evenimentele mondene, Ellie colaborează cu mai mulți designeri români, cochetând însă și cu brand-uri internaționale.
Din anul 2015 Ellie White lansează un blog personal de lifestyle www.elliewhite.ro, care în același an îi aduce "Premiul pentru cel mai îndrăgit blog de vedetă" la Gala Eva.ro: 14 ani de internet la feminin.

## Discografie
| An   | Single                | Album           |
| ---- | --------------------- | --------------- |
| 2004 | „Lumea ta”            | Lumea ta        |
| 2004 | „Printre vise”        | Lumea ta        |
| 2005 | „Privirea ta”         | Șoapte          |
| 2005 | „Șoapte”              | Șoapte          |
| 2006 | „Încă o noapte”       | Povestea mea    |
| 2006 | „Ești tot ce am”      | Povestea mea    |
| 2007 | „Before I sleep”      | Două anotimpuri |
| 2007 | „Două anotimpuri”     | Două anotimpuri |
| 2007 | „Lacrimi de înger”    | Două anotimpuri |
| 2008 | „Prima noapte”        | —               |
| 2008 | „Departe de noi”      | —               |
| 2008 | „Hotel”               | —               |
| 2009 | „Miracle Love”        | In the Club     |
| 2009 | „Over and Over Again” | In the Club     |
| 2009 | „Mii de cuvinte”      | In the Club     |

| An   | Single                          | Album |
| ---- | ------------------------------- | ----- |
| 2010 | „Nu te mai caut” / ”Love again” | —     |
| 2011 | „Power of love”                 | —     |
| 2011 | „Sete de noi” / „Forever mine”  | —     |
| 2012 | „Ziua mea” / „Temple of Love”   | —     |
| 2013 | „Feel”                          | —     |
| 2013 | „Vânzător de lumină”            | —     |
| 2014 | „Zi ceva”                       | —     |
| 2015 | „Nu vreau să te pierd”          | —     |
| 2017 | „Take It” feat. Tom Novy        | —     |
| 2018 | „Try For Me” feat. Dave Neven   | —     |
| 2019 | „Scrum”                         | —     |
| 2020 | „Ce va rămâne din noi”          | —     |

## Videografie
| An   | Titlu                | Regizor        |
| ---- | -------------------- | -------------- |
| 2010 | „Nu te mai caut”     | Dragoș Buliga  |
| 2010 | „Love Again”         | Dragoș Buliga  |
| 2011 | „Power of Love”      | Alex Ceaușu    |
| 2012 | „Sete de noi”        | Alex Ceaușu    |
| 2012 | „Forever mine”       | Alex Ceaușu    |
| 2012 | „Ziua mea”           | Alex Ceaușu    |
| 2012 | „Temple of love”     | Alex Ceaușu    |
| 2013 | „Feel”               | Alex Ceaușu    |
| 2013 | „Vânzător de lumină” | Khaled Mokhtar |
| 2014 | „Zi Ceva”            | Alex Ceaușu    |
| 2014 | „Dance for Love”     | Alex Ceaușu    |
| 2017 | „Take It”            | Alex Ceaușu    |
| 2018 | „Try For Me”         | Alex Ceaușu    |
| 2019 | „Scrum”              | Alex Ceaușu    |

## Premii și nominalizări
| An   | Premiu                    | Catgoria                    | Titlul piesei    | Rezultat     |
| ---- | ------------------------- | --------------------------- | ---------------- | ------------ |
| 2006 | MTV European Music Awards | "Best Romanian Act"         | —                | Câștigat     |
| 2008 | Romanian Music Awards     | "Best Dance Group"          |                  | Câștigat     |
| 2011 | Romanian Top Hits         | „New Entry Top Hit -2011”   | „Nu te mai caut” | Nominalizare |
| 2011 | Romanian Top Hits         | „Best Female”               | —                | Câștigat     |
| 2011 | Romanian Music Awards     | „Best New Act”              | „Nu te mai caut” | Nominalizare |
| 2012 | Media Music Awards        | „Best Comeback”             | —                | Câștigat     |
| 2012 | Romanian Top Hits         | „Girls Top Hit”             | „Sete de noi”    | Nominalizare |
| 2012 | Romanian Top Hits         | „Best Star”                 | —                | Câștigat     |
| 2013 | Romanian Top Hits         | "Best Girls Act”            | —                | Nominalizare |
| 2013 | Mamaia Music Awards       | "Mamaia Best Female Artist” | —                | Nominalizare |